# Jérôme Kerviel
Pour les articles homonymes, voir Kerviel.
Jérôme Kerviel, né le 11 janvier 1977 à Pont-l'Abbé (Finistère), est un ancien opérateur de marché français, salarié de la Société générale entre 2000 et 2008.
Jérôme Kerviel est un acteur majeur des pertes de la Société générale découvertes en janvier 2008 (c'est-à-dire concomitante à la crise économique de 2008) et résultant de la liquidation de ses prises de positions sur des contrats à terme sur indices d'actions s'élevant à cette époque à environ 50 milliards d'euros.
Pour abus de confiance, faux et usage de faux et introduction frauduleuse de données dans un système informatique, il est condamné à 3 ans de prison ferme et 2 ans avec sursis. Après 5 mois, sa peine est aménagée en liberté sous bracelet électronique.
À l'issue de la liquidation de ses positions, il est jugé responsable de la totalité des pertes enregistrées par le groupe bancaire, soit 4,9 milliards d'euros. L'arrêt rendu par la Cour de cassation en mars 2014 partage les responsabilités entre Jérôme Kerviel et la Société générale et supprime le montant de 4,9 milliards d'euros réclamé au titre des dommages et intérêts ; la cour d'appel de Versailles, statuant sur les intérêts civils l'a condamné le 23 septembre 2016 à verser 1 million d'euros de dommages et intérêts à la Société générale.
Plus tôt en 2016, la Société générale avait été condamnée à payer à l'intéressé 455 000 euros de dommages et intérêts par le conseil des prud'hommes de Paris pour licenciement sans cause réelle et sérieuse dans des conditions vexatoires.
En décembre 2018, la cour d'appel de Paris annule la décision du conseil des prud'hommes.

## Éléments personnels
Jérôme Kerviel est né à Pont-l'Abbé, dans le Finistère en Bretagne où sa mère tenait un salon de coiffure. Son père fut artisan forgeron, puis maître dans un centre d'apprentissage professionnel de chaudronnerie, avant de décéder en 2006.
Il poursuit ses études au collège-lycée Laënnec et obtient en 1995 son baccalauréat ES.
Après son baccalauréat, il suit un DEUG en sciences économiques au Pôle Pierre-Jakez Hélias de Quimper où il se passionne pour les chiffres. Il passe ensuite une maîtrise à l'IUP banque et finances de l'université de Nantes avant d'obtenir en 2000 et avec la mention « assez bien », un master management des opérations de marché à l'université Lyon 2 en alternance ; pour cela il est étudiant quatre mois à l'université et apprenti huit mois en entreprise (dont six au sein de BNP Arbitrage). Cette formation est destinée à former des contrôleurs des opérations de traders plutôt que des traders.
La Société générale le recrute dès août 2000 au sein de la division banque d'investissement et de financement (SG CIB) à La Défense à Puteaux. Il travaille d'abord au « middle office » avant de passer en 2005, au « front office ». Il est alors chargé de l'arbitrage sur des contrats à terme portant sur des indices boursiers.
Il résidait à Neuilly-sur-Seine au moment de l'affaire de la Société générale.
Lors des élections municipales de 2001, il figure sur la liste UMP candidate à Pont-l'Abbé. En 2015, il déclare qu'il ne vote plus depuis longtemps : « pas envie de participer à une mascarade ».

## Découverte de la fraude
Le 24 janvier 2008, à l'occasion de la publication des résultats de son exercice 2007, la direction de la Société générale organise une conférence de presse afin de dévoiler l'affaire dont elle se dit victime. D'après Daniel Bouton, PDG de la banque, un opérateur de marché, faisant partie de ses effectifs, aurait exposé la banque à un risque de marché alors que ce n'était pas dans ses attributions. Il aurait accumulé des positions acheteuses sur les contrats à terme portant sur indice et dissimulé ces opérations faites sur le marché en introduisant dans le système informatique de la Société générale des opérations inverses fictives les compensant[réf. souhaitée].
En juin 2007, le trader aurait affiché une valorisation négative de 2,2 milliards d'euros sur la position de 30 milliards d’euros qu’il avait accumulée et le trader aurait pris ensuite des positions plutôt heureuses pour réaliser au 31 décembre 2007 un gain cumulé sur l’année 2007 d’1,4 milliard d'euros en réussissant à masquer l'importance et le risque des positions qu'il avait prises grâce à sa connaissance des procédures de contrôle interne. Il n'y aurait eu, selon les dirigeants de la banque, aucun enrichissement personnel. Selon la banque, il aurait reconnu lors de l'enquête interne de la Société générale au moment de la découverte de ses malversations, avoir effectué les opérations litigieuses et les avoir masquées.
Lorsque les positions secrètes ont été découvertes le 18 janvier 2008, la perte latente enregistrée était assez faible au vu des montants engagés, mais la Société générale a estimé que cela l'exposait à des risques considérables. Le PDG de la banque, Daniel Bouton a ainsi déclaré que « Si une guerre avait éclaté lundi ou si les marchés avaient chuté de 30 %, la Société générale (GLE) risquait le pire avec une telle exposition ». La banque a donc préféré déboucler dans le secret les positions au plus vite en vendant pour 60 milliards d'euros de contrats à terme du lundi au mercredi suivant, mais jouant alors de malchance avec la chute des places financières en ce début de semaine, enregistre une moins-value nette record de 6,3 milliards d'euros (sur un bénéfice annuel 2007 estimé préalablement à 7 milliards d'euros). C'est après soustraction des gains du trader de 1,4 milliard d'euros qu'est apparu le montant d'une perte de 4,9 milliards d'euros. Selon le procureur de Paris, Jean-Claude Marin, les ventes colossales de titres de la banque n'ont pas contribué à la chute des cours. Le 21 janvier, soit le Martin Luther King Day, un jour férié où la bourse est fermée aux États-Unis, la Société générale a procédé au débouclage de ses positions en respectant les seuils de volumes maximum recommandés par les autorités financières. Le manque d'acheteurs ce jour-là a fortement contribué à creuser la perte issue du débouclage total des positions en obligeant le trader chargé de l'opération à brader les titres.
Pour pouvoir atteindre une telle perte, les montants engagés étaient de l'ordre de 50 milliards d'euros concentrés sur des futures à fort effet de levier portant sur les indices Eurostoxx, DAX et Footsie. Les produits dérivés négociés par Kerviel étaient compensés par Newedge, ex-Fimat, la filiale commune de courtage et de compensation de la Société générale et du Crédit agricole.
La banque envisage le licenciement de son opérateur de marché et dit l'avoir mis à pied à titre conservatoire le dimanche 20 janvier 2008.

## L'affaire dans les médias
Au moment de la révélation de la fraude, la Société générale met en place une cellule de communication de crise composée de Hughes Le Bret, directeur de la communication et des cabinets de relations publiques : Image 7, Jean-Christophe Alquier (président d'Arrison & Wolf) et Jean de Belot (président d'Aria Partners).
Lors de sa conférence de presse, la Société générale ne nomme pas expressément Jérôme Kerviel. Ce n'est qu'en fin d'après-midi que son nom est lâché au public, et rapidement confirmé par un cadre dirigeant de la banque. La direction des ressources humaines du groupe évoque alors « un être fragile », « sans génie particulier », traversant des « difficultés familiales ». Le PDG Daniel Bouton lui a attribué lors d'une interview sur France Info le 24 janvier 2008, la responsabilité de la fraude, sans parvenir à le qualifier : « cet escroc, ce fraudeur, ce terroriste, je ne sais pas ».
Christian Noyer, gouverneur de la Banque de France, a accentué la pression le 24 janvier 2008 sur le jeune trader affirmant qu'« il s'est enfui mais il n'est pas près d'être réembauché par des banques, croyez-moi » et ajoutant qu'il s'agit d'un « génie de la fraude ». Il a également lancé le même jour une enquête au nom de la Banque de France sur l'affaire.
Le 25 janvier 2008 l'avocate choisie par Jérôme Kerviel lance une contre-attaque médiatique : ni lui, ni son avocate ne contestent les faits reprochés et indiquent simplement que Jérôme Kerviel n'était pas en fuite, qu'il attendait la convocation à un entretien préalable à un éventuel licenciement et qu'il était à la disposition de la justice pour être entendu.
L'ampleur des pertes imputées par la Société générale surprend. Certains s'étonnent qu'une telle exposition aux risques ait pu durer si longtemps sans être détectée, voire s'interrogent sur l'existence de complicités.
En mai 2010, Jérôme Kerviel publie un ouvrage, L'engrenage : mémoires d'un trader aux éditions Flammarion. Il reconnait ses erreurs mais les relativise et rejoint les critiques contre le pouvoir croissant de la finance et la responsabilité des banques dans les crises financières qui ont lieu de 2007 à 2011.
En novembre 2024, est diffusée sur la plateforme vidéo Max la série documentaire produite par Grand Angle Production "Kerviel : un trader, 50 milliards décrypte le scandale financier" composée de 4 épisodes de 45 minutes chacun.  La série documentaire réalisée par Fred Garson et produite par Jean-Louis Perez (Grand Angle Production) réunit une grande partie des protoganistes et notamment  : Jérôme Kerviel, Daniel Bouton, François Hollande, Jean-Claude Marin, Maxime Kahn, Luc François, Jean de Belot. 
En décembre 2024, Jérôme Kerviel annonce dans l'émission C l'hebdo avoir de "nouveaux éléments" et répond positivement à la question d'Aurélie Casse quand elle lui demande s'il va demander le procès en révision.

### Popularité
Les pertes de Jérôme Kerviel ont eu un retentissement si important, en raison de l'importance des fonds engagés qui s'élèvent à 50 milliards d'euros, soit 1,8 fois le montant des fonds propres de la banque, que son nom était, le 25 janvier 2008, l'un des termes les plus recherchés sur Internet.
Mais si Kerviel est souvent qualifié, selon l'expression popularisée par le film, de rogue trader (opérateur de marché voyou), il bénéficie paradoxalement d'une importante popularité sur internet[réf. nécessaire] : la médiatisation de « l'affaire Kerviel » lui permet de devenir l'objet d'un site de blagues sur son implication prétendue dans diverses affaires tels que les Kerviel Facts.
Des blogs de discussion et de soutien, un fan club vendant des T-shirts à son nom, un autre proposant des goodies indispensables pour le « livestyle Jérôme » avec des portables, des montres Patek et des judogis à sa marque, plusieurs vidéos parodiques ont été créées. Sur Facebook en particulier, les internautes ont été nombreux à manifester un soutien humoristique à Kerviel. Des T-shirts « petite amie de Jérôme Kerviel » sont également en vente.[réf. nécessaire]
Un sondage d'opinion fait le 31 janvier 2008 à la demande du journal Le Figaro montre que les Français estiment que Jérôme Kerviel n'est pas le premier à incriminer pour ces pertes. En effet, seuls 13 % des sondés considèrent qu'il est le premier à incriminer tandis que 50 % estiment que c'est la direction de la banque qui est responsable et 27 % que c'est l'Autorité des marchés financiers.
Le système des marchés financiers engendre tant de défiance en France que Kerviel apparaît comme un héros, notamment dans sa ville natale, pour y avoir provoqué une catastrophe, même si elle ne profite à personne. Cette analyse est fortement critiquée par le journaliste économique du Monde Pierre-Antoine Delhommais qui a écrit le livre Cinq milliards en fumée : Les dessous du scandale de la Société générale. Il souligne la responsabilité du trader qui a violé les contrôles internes et truqué ses engagements : « le système capitaliste incarné par la Société générale a été victime de Kerviel ».
De même, Jean Veil, avocat de la Société générale, a déclaré que la banque « a été victime de quelqu'un qui lui a menti, qui a triché, qui a présenté des faux pour mettre à mal son fonds de commerce dans un but qui est un but purement lucratif, puisque c'était pour obtenir des bonus ».
À l'automne 2009 au théâtre national de Nice, est représentée la pièce Le Roman d'un trader, de Jean-Louis Bauer, avec dans le rôle principal Lorànt Deutsch, pièce « librement inspirée » de l'affaire Kerviel,.
En 2014, il est soutenu par Jean-Michel Di Falco qui le considère comme « coupable idéal ». La journaliste Olivia Dufour dénonce quant à elle les inexactitudes grossières et les erreurs diffusées dans les médias par les défenseurs de Kerviel, contribuant selon elle à alimenter l'image de martyr que Kerviel a lui-même cherché à se donner.
Le 19 février 2014, en marge d'une cérémonie publique à Rome, alors qu'il fait partie, grâce à l'intervention du journaliste suisse Arnaud Bédat, du carré réservé aux personnes présentées officiellement au pape en fin d’audience, il peut parler au pape François sur la place Saint-Pierre, et rentre à pied, accompagné du père Patrice Gourrier, jusqu'à la frontière franco-italienne où il est arrêté le 19 mai 2014 pour être incarcéré.
En 2016, un film retraçant son histoire sort, et porte le nom L'Outsider ; son rôle est joué par Arthur Dupont.
Alors qu’en 2010, l'homme politique Jean-Luc Mélenchon jugeait que Jérôme Kerviel était un « voleur » et qu'il était juste qu'il soit « puni », les révélations qui ont jalonné le procès et une rencontre de Mélenchon avec Kerviel et son avocat David Koubbi l'ont fait changer d'avis. En 2013, il publie sur son blog une tribune intitulée « Kerviel est innocent », en dressant un parallèle avec l'affaire Dreyfus. Pour sa part, Jérôme Kerviel, qui avait jusque-là toujours voté à droite a déclaré qu'il le soutiendra lors de l'élection présidentielle de 2017. Ils se sont rendus ensemble à la Fête de l'Humanité.

## Procédures judiciaires

### 24 janvier 2008: plainte de la Société générale et déroulement de l'instruction

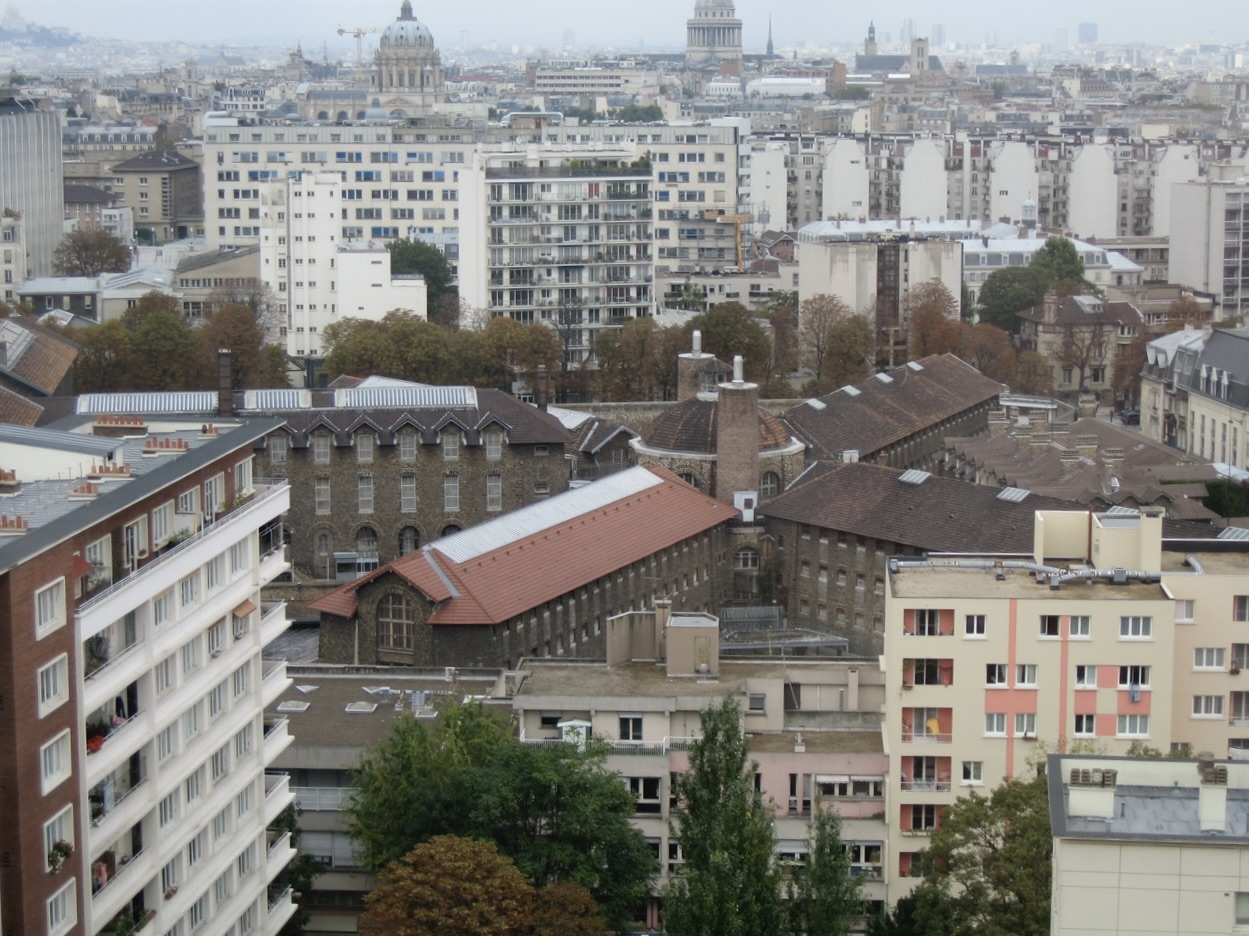
Jérôme Kerviel était incarcéré à la prison de la Santé (Paris).

La Société générale a déposé plainte le 24 janvier 2008 après-midi à l'encontre de son courtier Jérôme Kerviel pour « faux en écriture de banque, usage de faux et atteinte au système de traitement automatisé des données » auprès du Tribunal de Nanterre, le site de La Défense, où travaillait son trader, dépendant de cette juridiction. Le Parquet de Paris, a été également saisi par un actionnaire individuel d'une plainte contre la Société générale pour « escroquerie, abus de confiance, faux et usage de faux, complicité et recel » et a ouvert une information préliminaire le même jour et l'a confiée à la brigade financière. Par ailleurs, une association de petits porteurs, l'Appac, Association des petits porteurs d'actifs, a indiqué avoir également déposé une plainte auprès du parquet parisien pour « diffusion de fausses informations ou trompeuses ayant agi sur le cours de Bourse des titres». À la demande du parquet de Paris, le tribunal de Nanterre s'est dessaisi de la plainte afin qu'il n'y ait qu'une seule instruction.
Convoqué, Jérôme Kerviel s'est spontanément présenté et a été placé en garde à vue le 26 janvier 2008 à fins d'interrogatoire dans les locaux de la brigade financière et remis en liberté sous contrôle judiciaire le 28 janvier 2008. À l'issue d'une garde à vue de 48 heures, il a été présenté devant le pôle financier du tribunal de Paris avec une demande de mise en examen par le Parquet de Paris de « tentative d'escroquerie » (art. 313-1), « faux et usage de faux », « abus de confiance aggravée », et d'« atteinte à un système de données informatiques ». Sa détention provisoire a été demandée afin de « protéger le suspect des risques de pression » jusqu'au procès. Les juges d'instruction chargés de l'affaire, Renaud Van Ruymbeke et Françoise Desset, n'ont pas suivi le parquet et ouvert l'instruction, en ce qui concerne Jérôme Kerviel, pour un simple « abus de confiance » (art. 314-1), pour « faux et usage de faux » en écriture privées (art. 441-1) et pour « introduction dans un système informatisé de traitement automatisé de données informatiques » (art. 323-1),.
Le même jour, Jean-Claude Marin, procureur de la République, qui exige la mise en détention immédiate de Jérôme Kerviel jusqu'à la date du procès, a décidé de faire appel de celle de remise en liberté à l'issue de la garde à vue. Le 29 janvier 2008, dans un entretien accordé à France Info, Rachida Dati, ministre de la justice, explique cette détermination à l'emprisonner sans attendre le jugement en déclarant qu'« il est nécessaire aussi pour des raisons d'ordre public de pouvoir maintenir sous la main de la justice Jérôme Kerviel », et que « c'est une infraction d'une telle ampleur » (5 milliards d'euros) qui a « choqué » les Français. Par ailleurs, elle indique que la responsabilité de M. Daniel Bouton peut être engagée, sans évoquer d'information pénale contre lui.
Selon les dépositions faites au cours de l'enquête préliminaire et rapportées par M. Jean-Claude Marin, Jérôme Kerviel n'a soustrait aucune somme d'argent, mais a engagé des fonds de la banque au-delà du seuil auquel il était autorisé, en abusant certaines procédures de contrôle avec de fausses informations, mais sans sortir du cadre de ses fonctions. D'autre part, les profits ou les pertes générés par ces dépassements, qui ont commencé à intervenir dès 2005-2006, étaient faits pour le compte de la banque qui les encaissait. Cette dernière en a plusieurs fois tenu compte pour le calcul de ses rémunérations. C'est pour augmenter sa part de rémunération professionnelle, que M. Kerviel a pris plus de risques. Le Monde publie le 30 janvier 2008 une partie du procès-verbal de l'audition faite par le parquet de Paris durant l'information préliminaire.
Pour Me Élisabeth Meyer, la première avocate de Kerviel, il n'est plus question des fraudes et de l'escroquerie reprochées par M. Bouton. La question qui reste à déterminer, est celle de savoir dans quelle mesure le caractère pénal des fautes reprochées à M. Kerviel s'applique à des procédures et à des documents internes à une entreprise dans le cadre des relations entre employés, et dans quelle mesure ces pratiques étaient courantes et ont été tolérées, ratifiées voire encouragées plusieurs fois par ses supérieurs hiérarchiques. Auquel cas il ne s'agirait pas de fautes pénales, mais de fautes professionnelles sanctionnables, en fonction de l'appréciation de leur gravité, par un licenciement.
Dès la mise en examen de son employé connue, la Société générale s'est portée partie civile le 30 janvier 2008. Convoqué pour demander des explications sur les motifs de cette requête, le juge d'instruction Renaud Van Ruymbeke a entendu le secrétaire général de la banque, « M. Schricke (qui) a fourni au juge des explications sur l'organigramme de la Société générale en précisant notamment quel était le positionnement de M. Kerviel à la banque ».
Une seconde perquisition a été menée le 30 janvier 2008 au domicile de son frère à Paris où il habitait et où son ordinateur personnel a été saisi.
Le 8 février 2008, il est placé en détention provisoire à la prison de la Santé à Paris, les juges suivant les réquisitions du parquet général qui avait argué des « nécessités de l'instruction puisque les actes d'investigation se poursuivent ». Commis par les juges d’instruction Renaud Van Ruymbeke et Françoise Desset, c’est Jean-Pierre Bouchard qui réalise l’expertise psychologique de Jérôme Kerviel pendant son incarcération. Emprisonné en « cellule VIP » (sans codétenus), ses demandes de mise en liberté échouent jusqu'au 18 mars 2008. C'est après 37 jours de détention que la cour d'appel de Paris ordonne la remise en liberté de Jérôme Kerviel. Il reste soumis à un « contrôle judiciaire extrêmement strict » d'après le parquet de Paris, opposé à la remise en liberté, mais qui n'a pas fait appel de cette décision.
Le 26 janvier 2009, les juges ont terminé leur instruction. Fin août 2009, Jérôme Kerviel est renvoyé en correctionnelle.

### 31 août 2009: ordonnance de renvoi
Le 31 août 2009, les juges Renaud Van Ruymbeke et Françoise Desset établissent leur ordonnance de renvoi de 76 pages, appuyée sur les investigations de la Brigade financière et cherchant à répondre aux sept questions suivantes (I) : quelle était l'activité dévolue à M. Kerviel par la banque ? (II) : comment Jérôme Kerviel a-t-il réussi à sortir de ce cadre ? (III) : pourquoi la banque n'a t-elle pas réagi au vu de ces signaux ? (IV) : pourquoi les contrôles internes de la banque n'ont-ils pas abouti ? (V) : dans quelles circonstances l'affaire s'est-elle dénouée ? (VI) : la question des qualifications pénales (VII) : la personnalité de M. Kerviel.

### 8 juin 2010: procès en première instance

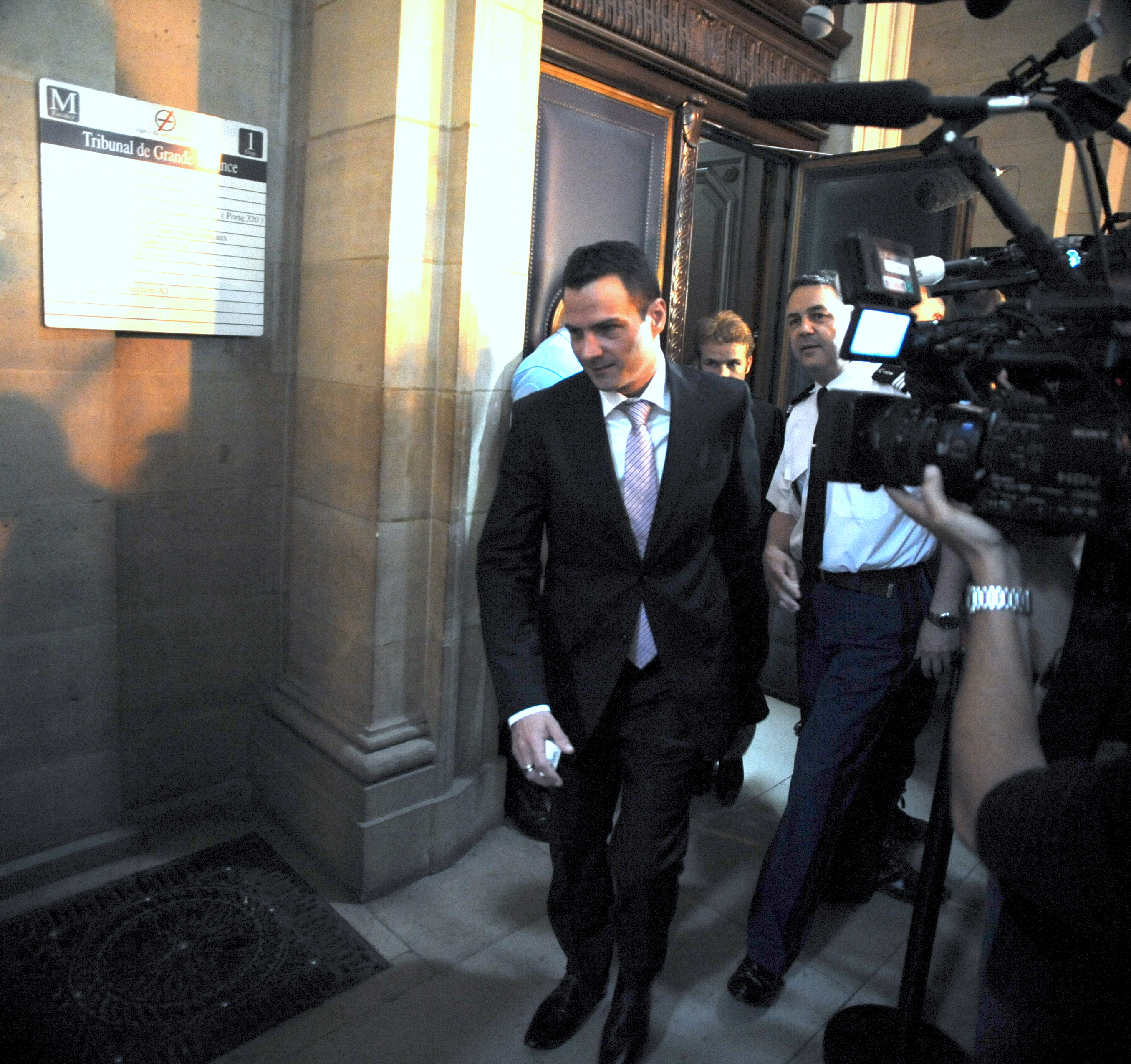
Jérôme Kerviel, le 08 juin 2010 au Tribunal de Grande Instance de Paris.

Son procès commence le 8 juin 2010. Jérôme Kerviel est poursuivi pour « faux, usage de faux, abus de confiance, introduction frauduleuse de données dans un système informatique » et encourt jusqu'à cinq ans de prison et 75 000 euros d'amende. Le 24 juin, le procureur requiert contre lui une peine de cinq ans d’emprisonnement dont un an avec sursis. Kerviel a alors changé d'avocat et de ligne de défense, et Me Olivier Metzner s'efforce maintenant de montrer que « la banque savait ». Le 5 octobre 2010, il est reconnu coupable par la 11e chambre correctionnelle du tribunal de grande instance de Paris présidée par Dominique Pauthe de tous les chefs d'accusation et est condamné à cinq ans de prison dont deux ans avec sursis. Il doit en outre payer la somme de 4 915 610 154 euros de dommages et intérêts à la Société générale,. Le jugement rendu dédouane intégralement la Société générale de toute responsabilité. Cependant, des carences graves du système de contrôle interne ont été confirmées à Bercy par plusieurs hauts fonctionnaires de la direction du Trésor et par la commission bancaire.

### 4 juin 2012: procès en appel
Un procès en appel a lieu du 4 au 28 juin 2012. Kerviel change une troisième fois d'avocat et de ligne de défense : Me David Koubbi accuse la banque d'avoir tout organisé et comploté contre Kerviel : les opérations illégales de Kerviel auraient été couvertes par une cellule grise qui aurait tout récupéré secrètement, n'entraînant ainsi aucune perte pour la banque.
Par un arrêt du 24 octobre 2012, la cour d'appel de Paris confirme en tous points le jugement de première instance.

### 2013-2014: prud'hommes
Le 12 février 2013, Kerviel saisit les prud'hommes pour demander une expertise sur les pertes qui lui sont imputées par la Société générale, estimant que ces pertes n'existent pas et que la banque n'a jamais perdu 4,9 milliards, mais les a récupérés secrètement tout en complotant contre lui. Il est débouté le 3 juillet 2013.
Il a également saisi les prud'hommes pour licenciement abusif. L'audience a eu lieu le 24 mars 2014 mais le juge a refusé le renvoi demandé par l'avocat de Kerviel et a décidé que l'affaire était radiée. Jérôme Kerviel doit donc recommencer une nouvelle procédure aux prud'hommes depuis le début.

### 19 mars 2014: Cour de cassation
Le 19 mars 2014, la Cour de cassation confirme la condamnation de Jérôme Kerviel à la prison mais annule les dommages et intérêts de 4,9 milliards d'euros. En effet, la cour relève l’existence de fautes commises par la Société générale ayant concouru au développement de la fraude et à ses conséquences financières.

### 28 juillet 2014: tribunal de grande instance d'Évry
Le juge d'application des peines accède à la demande d'aménagement de sa peine en placement sous surveillance électronique, le parquet fait appel de ce jugement mais la décision est confirmée et Jérôme Kerviel bénéficie de cet aménagement à partir du 8 septembre 2014.
Il passe donc sous régime de bracelet électronique après 150 jours de prison, sa détention provisoire ayant été prise en compte pour déterminer la date d'aménagement de peine.

### 17 janvier 2016: enregistrement d'une magistrate à son insu
Le 17 janvier 2016, la presse annonce qu'en juin 2015, dans un entretien enregistré à son insu, Chantal de Leiris, ancienne vice-procureure du parquet de Paris qui avait suivi l’enquête sur les pertes de la Société générale imputées à Kerviel, a déclaré que l'enquête avait été manipulée par la Société générale, avec l'assentiment de certains supérieurs hiérarchiques de Chantal de Leiris,.

### 7 avril 2016: Panama Papers
La Société générale compte poursuivre Jérôme Kerviel pour diffamation après qu'il a déclaré que la Société générale était multirécidiviste des infractions et qu'il a insisté sur les mensonges de la banque quant à sa présence dans les paradis fiscaux.

### 7 juin 2016: licenciement «sans cause réelle et sérieuse»
Le mardi 7 juin 2016, le conseil de prud’hommes de Paris condamne la Société générale à verser à Jérôme Kerviel plus de 450 000 euros pour licenciement sans « cause réelle ni sérieuse » et dans des conditions « vexatoires ». Par l'intermédiaire de son avocat, la Société générale annonce faire immédiatement appel contre la décision qu'elle juge « scandaleuse ». Malgré cet appel, une partie des sommes allouées à Jérôme Kerviel doit être payée immédiatement par la Société générale.

### 23 septembre 2016: Cour d'appel de Versailles
En septembre 2016, un nouveau procès concernant seulement la demande d'indemnisation de la Société Générale se tient devant la Cour d'appel de Versailles.
Il fait suite à la décision de la Cour de cassation du 19 mars 2014 de casser le volet civil de la décision.
Le 23 septembre 2016, la Cour d'appel de Versailles condamne l'ancien employé de la banque à verser à cette dernière un million d'euros de dommages et intérêts.

### 20 septembre 2018: Cour de révision et de réexamen
Le 20 septembre 2018, la requête en révision du procès de Jérôme Kerviel, déposée le 15 mai 2015 et qui s'appuyait notamment sur l'enregistrement de Chantal Colombet de Leyris, est rejetée par la Cour de révision et de réexamen, celle-ci estimant que les propos de Nathalie Le Roy, ex-commandante de la Brigade financière, étaient « des impressions d’un enquêteur qui ne reposent sur rien de précis ».

### 19 décembre 2018: Cour d'appel, chambre sociale
La cour d'appel de Paris infirme la décision du Conseil des Prud'hommes et considère que le licenciement de M. Kerviel est fondée sur une faute grave (sans aller jusqu'à la faute lourde néanmoins, qui était la qualification utilisée par l'employeur, les manipulations auxquelles s'est livré M. Kerviel n'ayant pas pour objet de nuire à la Société générale).[réf. souhaitée]

### 6 février 2019: information judiciaire pour concussion
Une plainte contre X pour concussion est déposée le 6 février 2019, avec constitution de partie civile, par le porte-parole d’Europe Écologie Les Verts Julien Bayou, et fait l'objet d'une ouverture d'information judiciaire d'abord restée confidentielle. L’information est devenue publique lorsque l'association Anticor s’est à son tour constituée partie civile dans cette affaire le 18 mai 2020. Le fait visé est la décision d'accorder un crédit d’impôt exceptionnel de 2,2 milliards d’euros à la Société générale à la suite de l'affaire Kerviel, pour en compenser une partie des pertes financières. Cette décision n'ayant pas de base légale claire, elle semble aux plaignants relever d'un délit de concussion de la part de ses décideurs, hauts-fonctionnaires ou politiques, qui restent à identifier.

### 17 mars 2021: Cour de cassation, chambre sociale
Le pourvoi de Jérôme Kerviel relatif à la décision de la cour d'appel de Paris est rejeté par la chambre sociale de la Cour de cassation.

## Publications
- L'Engrenage : mémoires d'un trader, Flammarion, 2010
- J'aurais pu passer à côté de ma vie, avec Richard Amalvy, Les Presses de la Renaissance, 2016

## Conférences
- Le 5 novembre 2015, Jérôme Kerviel donne une conférence gratuite : « Le financement participatif une bonne alternative ? »[83] lors des Finance-Fiction organisées par l'association Popfinance lors des deuxièmes rencontres euroméditerranéennes du crowdfunding à Marseille[84].